# Estación de Sebring
Sebring (también conocida como Old Sebring Seaboard Air Line Depot y Seaboard Air Line Passenger Station) es una estación de tren en Sebring, Florida, Estados Unidos. Actualmente cuenta con Amtrak, el sistema nacional de pasajeros por ferrocarril. Ubicada en East Center Avenue, la estación fue construida en 1924 por Seaboard Air Line Railway. Acercándose a la transferencia de servicios de pasajeros a Amtrak, la estación fue utilizada por Seaboard Coast Line Railroad para Silver Meteor, Silver Star y Palmland. Este último tren terminó en 1971, mientras que el Silver Meteor y el Silver Star siguen siendo operados por Amtrak hasta el presente. Los trenes de Amtrak que anteriormente utilizaban la estación incluían Floridian, Palmetto, Sunset Limited y el breve servicio intraestatal Tampa-Miami Silver Palm.
El 16 de marzo de 1990 se añadió al Registro Nacional de Lugares Históricos de Estados Unidos.